# Gunnar Bucht
Gunnar Henrik Bucht, född 5 augusti 1927 i Stocksund, är en svensk tonsättare, musikforskare, skriftställare och  musikpedagog. Han är sonson till Wilhelm Bucht och dottersons son till Anders Sidner.

## Biografi
Gunnar Bucht studerade piano för Yngve Flyckt och Hans Eppstein, samt även musikteori för den senare. 1947 började han studera musikvetenskap vid Uppsala universitet för Carl-Allan Moberg, Ingmar Bengtsson och Sven E. Svensson. 17 december 1949 debuterade Bucht som pianist och tonsättare med sitt opus 1 Tema med variationer för piano (Alla Cinquecento).
1953 lade han fram sin licentiatavhandling om Vadstenanunnornas veckoritual, Birgittinordens musik från slutet av 1300-talet så som den föreligger i manuskript från 1400- och 1500-talet. Under samma tidsperiod studerade Bucht komposition och kontrapunkt för Karl-Birger Blomdahl, samt violin för Sven-Erik Bäck. Därpå följde några utlandsår och studier för Carl Orff i München, Goffredo Petrassi i Rom och Schönbergeleven Max Deutsch i Paris.
Gunnar Bucht är en av 1900-talets mer betydande svenska tonsättare. Han har genom åren deltagit i flera musikdebatter samt utbildat flera tonsättare, (bland andra Anders Hillborg, Thomas Jennefelt, Ingvar Karkoff, Pär Lindgren och Karin Rehnqvist) vilka har gjort sig kända på den svenska konstmusikscenen och av vilka några i sin tur är eller har varit verksamma som pedagoger vid musikhögskolorna.
Bucht valdes in som medlem i Föreningen svenska tonsättare 1954 och var dess ordförande 1963–69. Han valdes till ordförande för Fylkingen 1956–59 och var aktiv i både den svenska sektionen av ISCM (1960–72) som dess internationella presidium. Lärare i musikvetenskap vid Stockholms universitet 1962. Universitetslektor 1965-70, 1974-75 och 1984-1987. 1964 valdes han in som ledamot i Kungliga Musikaliska Akademien och var styrelseledamot 1983–91. Åren 1970–73 var Bucht kulturattaché vid Sveriges ambassad i Bonn. Han var professor i komposition vid Kungliga Musikhögskolan i Stockholm 1975–85 och rektor där 1987–93.
1987 belönades Gunnar Bucht med medaljen Litteris et Artibus, 2001 med Medaljen för tonkonstens främjande och 2003 tilldelades han Hugo Alfvénpriset.
Bucht tillhör dem som fick statlig inkomstgaranti för konstnärer, avdelningen professorer och tidigare huvudlärare, i september 2009.

## Priser och utmärkelser
- 1962 – Mindre Christ Johnson-priset för Symfoni nr 4
- 1964 – Ledamot nr 716 av Kungliga Musikaliska Akademien
- 1987 – Litteris et Artibus
- 2001 – Medaljen för tonkonstens främjande
- 2003 – Hugo Alfvénpriset

## Verkförteckning

### Symfonier
- Symfoni nr 1 op. 8 (1952) [a][3]
- Symfoni nr 2 op. 9 (1953) [b][3]
- Symfoni nr 3 op. 11 (1954) [c][3]
- Symfoni nr 4 op. 21 (1958) [d][3]
- Symfoni nr 5 op. 30 (1960) [e][3]
- Symfoni nr 6 op. 32 (1962) [f][3]
- Symfoni nr 7 (1971) [g][3]
- Symfoni nr 8 (1983) [h][3]
- Symfoni nr 9 (1990) [i][3]
- Symfoni nr 10 Sinfonie gracieuse ou l'Apothéose de Berwald (1993) [j][3]
- Symfoni nr 11 (1994) [k][3]
- Symfoni nr 12 Mouvements sonores et accentués (1997) [l][3]
- Symfoni nr 13 Wie die Zeit vergeht (Quasi una sinfonia) (2007–2009) [b][3]
- Symfoni nr 14 Tonkaraktärer (2010) [b][3]
- Symfoni nr 15 (2010) [b][3]
- Symfoni nr 16 (2012) [b][3]
- Symfoni nr 17 (2017) [b][3]

### Orkestermusik
- Meditation för piano och orkester op. 5 (1950) [m][3]
- Konsert för violoncell och orkester op. 12 (1954) [n][3]
- Symfonisk fantasi för orkester op. 13 (1955)  [b][3]
- Sonat för piano och slagverk op. 14 (1955) [o][3]
- Divertimento för orkester op. 16 (1956) [p][3]
- Vi gör en symfonisats på melodierna 'En gång i bredd med mig' och 'Ro, ro till fiskeskär' (1956) [q][3]
- Couplets et Refrains pour orchestre op. 29 (1960) [r][3]
- Dramma per musica (1967) [s][3]
- Vinterorgel för orkester (1974) [t][3]
- Journées oubliées (1975) [u][3]
- Au delà (1977) [v][3]
- Violinkonsert (1978) [w][3]
- The Big Bang – And After (1979) [x][3]
- Georgica (1980) [y][3]
- Sinfonia concertante för flöjt, altviolin, harpa och orkester (1982) [z][3]
- En vår gick jag ut i världen. Roman för orkester i 16 kapitel (1983-84) [aa][3]
- Fresques mobiles pour orchestre (1986) [ab][3]
- Tönend bewegte Formen (1987) [ac][3]
- Violoncellkonsert nr 2 (1990) [ad][3]
- Pianokonsert (1994) [ae][3]
- Rörelser i rummet för orkester (1996) [af][3]
- Concerto de Marle för altviolin och orkester (1998) [ag][3]
- Alienus dröm för orkester (1999) [ah][3]
- Superstrings för orkester (2002) [ai][3]
- Den oändliga melodin (2004) [aj][3]
- A la recherche d'une musique inoubliable, operafantasi i fyra avsnitt från Tronkrävarna (2013)  [b][3]
- L'imprévu ou L'apothéose de Berlioz för orkester (2014) [b][3]
- "...emot ett mål, fördolt..." för orkester (2015) [b][3]
- Sine nomine in due tempi per orchestra (2016) [b][3]
- Sfärer (après une lecture de Peter Sloterdijk, 2020) för orkester (2020) [ak][3]
- Sfärer II för orkester (2021) [al][3]
- Poudrial, Idyll för orkester (2021) [am][3]
- Konsert för oboe och orkester (2021) [an][3]
- Ouverture buffa (2021) [ao][3]
- Sfärer III (2021) för orkester [ap][3]
- Pont imaginaire (2021-2022) [aq][3]

### Kammarmusik
- Kvintett för två violiner, 2 altvioliner och violoncell op.2 (1950) [ar][3]
- Introduktion och Allegro för stråkorkester op.4 (1950) [as][3]
- Kvartett för 2 violiner, viola och violoncell op. 7 (1951) [at][3]
- Fyra bagateller för 2 violiner, viola och violoncell op. 10 (1953) [au][3]
- Kröningsmusik för flöjt, trumpet, violoncell, piano och slagverk op. 20 (1957) [av][3]
- Stråkkvartett nr 2 op. 24 (1959) [aw][3]
- Klarinettstudie 59 op. 28 (1959) [ax][3]
- Fanfar till LKAB:s 75-årsjubileum september 1965 för 4 B-trumpeter och 2 tromboner (1965) [ay][3]
- Strängaspel (1965) [az][3]
- A huit mains per flauto, violino, violoncello e cembalo (1976) [ba][3]
- Quintetto amichevole (1976) [bb][3]
- Tableux à trois, för violin, violoncell och piano (1978) [bc][3]
- À mon gré, för flöjt, klarinett, harpa, celesta, viola, violoncell och kontrabas (1978) [bd][3]
- En clairobscur för kammarorkester (1981) [be][3]
- Musica Bothniae (1983) [bf][3]
- Blad från mitt gulsippeänge. Häfte 1 för klarinett och piano (1985) [bg][3]
- Konsert för Arholma (1989) [bh][3]
- Coup sur coup, för slagverk (1995) [bi][3]
- Stråkkvartett nr 3 (1997) [bj][3]
- Partita för två violiner (2001) [bk][3]
- Tre per due för två violiner (2004) [bl][3]
- Notenbüchlein för Duo Gelland (2008) [b][3]
- Stråkkvartett nr 4 Souvenirs du Lot (2011) [b][3]
- Stråkkvartett nr 5 (2016-17) [bm][3]
- Reconsidering Beckmesser, för sologitarr (2017) [bn][3]
- Solar plexus, för saxofonkvartett och två flyglar (2021) [bo][3]
- Konsert för flöjt och stråkorkester (2021) [bp][3]

### Pianomusik
- Tema med variationer för piano (À la cinquecento) op. 1 (1949) [bq][3]
- Åtta pianostycken op. 3 (1949–1952) [b][3]
- Sonat för piano op. 6 (1951) [br][3]
- Sonat nr 2 för piano op. 25 (1959) [bs][3]
- Quatre pièces pour le pianiste (1985) [bt][3]
- Blad från mitt gulsippeänge. Häfte 2 för cembalo (1988) [bu][3]

### Orgelmusik
- Pour écouter für Orgel (1974) [bv][3]
- Unter vollem Einsatz för orgel och 5 slagverkare (1986) [bw][3]

### Verk för kör och orkester
- Kantat till Högre Allmänna Läroverkets i Härnösand 300-årsjubileum. Text Bertil Malmberg (1954) [bx][3]
- En var sin egen professor för tenorsolo, blandad kör och orkester op. 19 Texter av Falstaff, fakir (1957) [b][3]
- La fine della diaspora per coro misto ed orchestra (för blandad kör och orkester) op. 22 Efter dikten Auschwitz av Salvatore Quasimodo (1958) [by][3]
- Eine luterische Messe, för solister, blandad kör, barnkör och orkester, efter pjäsen Martin Luther und Thomas Münzer oder die Einführung der Buchhaltung av Dieter Forte (1972–1973) [bz][3]
- Musik för Lau (1975) [ca][3]
- Panta rei. Fragment för soli, kör och orkester. Text av Herakleitos i svensk översättning av Håkan Rehnberg och Hans Ruin (1998–99) [cb][3]
- Odysseia, halvsceniskt oratorium för sex solister, blandad kör och orkester efter Nikos Kazantzakis versepos Odysseia i översättning av Gottfried Grunewald. Del 1. (2002–2003) [cc][3]
- Odysseia, halvsceniskt oratorium för fem solister, blandad kör och orkester. Del 2. (2016) [cd][3]

### Körmusik
- Hommage à Edith Södergran för blandad kör à cappella op. 17 Dikter av Edith Södergran (1956) [ce][3]
- Canto di ritorno per coro misto à cappella (för blandad kör à cappella) (1958) [cf][3]

### Solosånger

#### med orkester
- Dagen svalnar för sopran och orkester op. 18b Text av Edith Södergran (1956) [b][3]

#### med piano
- Fem sånger för mezzosopran (eller baryton) och piano op. 15 Texter av Salvatore Quasimodo och Giuseppe Ungaretti (1955) [cg][3]
- Dagen svalnar för sopran och piano op. 18a Text av Edith Södergran (1956) [ch][3]
- Sex årtidssånger för mezzosopran och piano op. 34 Texter av Gunnar Björling (1965) [ci][3]

### Scenmusik
- Musik till Kröningen av Lars Forssell (1956) [cj][3]
- Musik till Radioteaterns föreställning av Shakespeares drama Richard III (1960) [ck][3]
- Musik till Finlands Rundradios svenskspråkiga sektions föreställning av Georg Büchners Leonce och Lena (1960) [cl][3]

### Sceniska verk
- Ein Wintermärchen für Eine Mezzo- oder Baritonstimme und 8 Instrumente op. 26 Text: Weihnacht av Friedrich Dürrenmatt (1959) [cm][3]
- Kattens öron för altsaxofon, slagverk, kontrabas och recitation op. 27 Text av Lars Forssell (1959) [cn][3]
- Hund skenar glad. Ett spel för röster och instrument op. 31 Dikter av Gunnar Björling för sopran, damkör, klarinett, tre trumpeter, trombon, slagverk, cello och piano (1961) [co][3]
- Tronkrävarna op. 33 Opera i två akter efter Henrik Ibsens pjäs Kongsemnerne (1962–65) [cp][3]
- Den starkare. Monodrama för mezzosopran och orkester efter en pjäs av August Strindberg (2001) [cq][3]

### Tonband
- Fanfar 68 för tonband (1968) [cr][3]
- Symphonie pour la musique libérée (1969) [cs][3]
- Jerikos murar (1970) [ct][3]

## Filmmusik
- 1960 – Flygplan 35 (kortfilm) [cu][3]

## Diskografi
- Coup sur coup, Kroumata, Phono Suecia
- From ”En vår gick jag ut i världen”, Sveriges Radios Symfoniorkester, dirigent Ola Karlsson, Phono Suecia
- Georgica, Phono Suecia
- Piano Concerto, Hans Pålsson, piano, Helsingborg Symfoniorkester, dirigent Göran W. Nilson, Phono Suecia
- Hund skenar glad, Phono Suecia
- Partita, Duo Gelland, Nosag records
- Klarinettstudie 59, Kjell Fagéus, Opus 3
- Tre per due, Duo Gelland, Nosag records
- Quatre pièces pour le pianiste, Love Derwinger, Nosag records